# Vocal quasiposterior
Una vocal quasiposterior (també anomenada  vocal posterior-central o vocal posterior centralitzada és un tipus de so de vocal que s'usa en algunes llengües parlades. La característica definitòria d'una vocal quasiposterior és que la llengua es posiciona de forma semblant a una vocal posterior, per amb la llengua lleugerament més endavant a la boca.
L'única vocal quasiposterior que té un símbol dedicat a l'Alfabet Fonètic Internacional (AFI) és la vocal quasitancada quasianterior sense especificar l'arrodonment [ʊ].
També hi ha vocals semiobertes que no tenen símbols dedicats a l'AFI:
- Vocal tancada quasiposterior no arrodonida [ɯ̟], [ɯ̈] o [ɨ̠]
- Vocal tancada quasiposterior arrodonida [u̟], [ü] o [ʉ̠]
- Vocal quasitancada quasiposterior no arrodonida [ɯ̽], [ɯ̞̈], [ʊ̜] o [ɤ̝̈]
- Vocal quasitancada quasiposterior arrodonida [u̽], [ü̞], [ʊ̹] o [ö̝]
- Vocal semitancada quasiposterior no arrodonida [ɤ̈], [ɤ̟] o [ɘ̠]
- Vocal semitancada posterior arrodonida [ö], [o̟] o [ɵ̠]
- Vocal mitjana quasiposterior no arrodonida [ɤ̽], [ʌ̽], [ɤ̞̈] o [ʌ̝̈]
- Vocal mitjana quasiposterior arrodonida [o̽], [ɔ̽], [ö̞] o [ɔ̝̈]
- Vocal semioberta quasiposterior no arrodonida [ʌ̈], [ʌ̟] o [ɜ̠]
- Vocal semioberta quasiposterior arrodonida [ɔ̈], [ɔ̟] o [ɞ̠]
- Vocal quasioberta quasiposterior no arrodonida [ɑ̽], [ɑ̝̈] o [ʌ̞̈]
- Vocal quasioberta quasiposterior arrodonida [ɒ̽], [ɒ̝̈] o [ɔ̞̈]
- Vocal oberta quasiposterior no arrodonida [ɑ̈] o [ɑ̟]
- Vocal oberta quasiposterior arrodonida [ɒ̈] o [ɒ̟]